# Pseudilema dinawa
Pseudilema dinawa là một loài bướm đêm thuộc phân họ Arctiinae, họ Erebidae.